# 차르프시마
《차르프시마》(튀르키예어: Çarpışma)는 2018년부터 2019년까지 방영된 터키의 텔레비전 드라마이다.